# Sport Bili
Sport Bili (engl. Sport Billy) je američki serijal crtanih filmova nastao 1979. godine u produkciji Filmation Associates. Prvenstveno je namenjen za emitovanje u Nemačkoj, ali je prikazivan i u Velikoj Britaniji, Grčkoj, Španiji, Jugoslaviji i ostalim evropskim zemljama. Sastoji se iz 2 serijala od ukupno 26 epizoda.

## Likovi
- Sport Bili (engl. Sport Billy) - dečak koji potiče sa planete Olimp
- Lili - devojčica sa Zemlje
- Vili - Bilijev pas koji može da govori
- Vanda (engl. Vanda) - zla kraljica Vanda
- Simče (engl. Sipe) - Vandin pomoćnik, patuljak
- Sportikus
- Sportikusova žena

## Radnja
Glavni protagonista je Sport Bili koji potiče sa planete Olimp, koja je identična našoj Zemlji, samo se nalazi sa druge strane Sunca. Zajedno sa svojim prijateljima, devojčicom Lili i psom Vili, Bili posećuje razna mesta i putuje kroz vreme u svom žutom svemirskom brodu kroz razne sportske dogodovštine, koje ističu moralne vrednosti i fer igru. Nažalost, Bilija i njegove saputnike uvek je vrebala opasnost zahvaljujući zloj kraljici Vandi koja mrzi sve sportove. Ona potiče sa neke udaljene zle planete i uvek sprema neke paklene planove. Kraljica Vanda ima malog pomoćnika, patuljka Simčeta, koji joj se obraća sa „vaše zločanstvo“.
Bili se na svojim putovanjima služi čarobnom sportskom torbom koju naziva „svaštara“. Iz nje uvek može izvući najrazličitije predmete koji bi mu zatrebali baš u tom trenutku, a nakon upotrebe te stvari smanjuje i vraća u torbu.
Bili komunicira sa Sportikusom preko video veze u svom svemirskom brodu.

## Sinhronizacija
U Jugoslaviji sinhronizaciju su radile TV Zagreb i TV Beograd. TV Zagreb je seriju emitovao pod originalnim nazivom, Sport Bili, dok je prevodilac RTB, Ksenija Stojanović naslov serije prevela kao Drugar Bili. Glumačku postavu koja je ovu crtanu seriju sinhronizovala na srpski jezik činili su:
- Ljubiša Bačić - Sport Bili / pas Vili
- Nikola Simić - Sport Bili / sporedni likovi
- Miroslava Ilić Jevtović - Lili
- Vlastimir Đuza Stojiljković - Sportikus / sporedni likovi
- Dobrila Matić - Vanda / Sportikusova žena
- Mića Tatić - Simče / pas Vili / sporedni likovi

## Spoljašnje veze
- Sport Bili na sajtu  (jezik: engleski)
- YouTube: uvodna špica na engleskom jeziku